# Villaines-en-Duesmois
Villaines-en-Duesmois é uma comuna francesa na região administrativa da Borgonha-Franco-Condado, no departamento de Côte-d'Or. Estende-se por uma área de 32,25 km². Em 2010 a comuna tinha 258 habitantes (densidade: 8 hab./km²).